# 1875年のスポーツ
- 年度別スポーツ記事一覧

## 総合競技大会
- 第3回オリンピア競技会開催

## アイスホッケー
- 3月3日 - カナダ・モントリオールで世界初のアイスホッケー試合

## ゴルフ

### 世界4大大会（男子）
- 全英オープン優勝者：ウィリー・パーク（イギリス）

## サッカー

### イングランド
- FAカップ決勝

ロイヤル・エンジニアーズ 1-1 オールド・イートニアンズ
ロイヤル・エンジニアーズ 2-0 オールド・イートニアンズ（再試合）

## 水泳
- 8月24日～25日 - イギリスのマシュ・ウェッブ、ドーバー海峡を初横断。21時間41分。

## テニス
- 5月27日 - ウォルター・クロンプトン・ウィングフィールドにより、ローンテニスの統一規則が提案される。

## ボウリング
- 全米ボウリング連盟結成

## ボート
- オックスフォード・ケンブリッジ大学対抗レガッタ優勝：オックスフォード大学

## 野球

### アメリカ合衆国
- ナショナル・アソシエーション優勝：ボストン・レッドストッキングス
- プロ野球リーグ『ナショナル・アソシエーション』解体

## ヨット
- イギリスでヨット・レーシング・アソシエーション結成。

## その他のスポーツ
- エルンスト・クルチウス、オリンピア遺跡の発掘を開始。

## 誕生
- 1月15日 - トーマス・バーク（アメリカ、陸上競技、+1929年）
- 5月7日 - ウィリアム・ホイト（アメリカ、陸上競技、+1954年）
- 6月13日 - パウル・ノイマン（オーストリア、水泳、+1932年）
- 6月24日 - ロバート・ガレット（アメリカ、陸上競技、+1961年）
- 10月8日 - ローレンス・ドハティー（テニス、イギリス、+1919年）
- 11月19日 - ハイラム・ビンガム（アメリカ、探検家、+1956年）
- 11月27日 - ユリウス・レーンハルト（オーストリア、体操、+1962年）

## 死去
- 12月25日 - トム・モリス・ジュニア（イギリス、ゴルフ、*1851年）